# Jair da Costa
Jair da Costa (Santo André, 9 de julho de 1940 – Osasco, 26 de abril de 2025) foi um futebolista brasileiro que atuou como ponta-direita. Destacou-se por sua velocidade, habilidade nos dribles e capacidade de finalização, sendo considerado um dos maiores da sua posição na história da Internazionale.

## Carreira em clubes

### Portuguesa
Jair iniciou sua carreira profissional na Portuguesa em 1960. Durante sua passagem pelo clube, destacou-se por sua velocidade e habilidade, contribuindo para que a equipe alcançasse o vice-campeonato paulista daquele ano.

### Internazionale
Reserva do Brasil na Copa do Mundo de 1962, Jair atraiu olhares de Milão, primeiramente do Milan, que o avaliou como um jogador de físico frágil e resolveu não contratá-lo. De forma diferente pensou a rival Internazionale, que o levou em 1962. Jair e Inter não se arrependeriam: nos Nerazzurri, o brasileiro foi tetracampeão italiano e duas vezes campeão da Copa dos Campeões da UEFA (atual Liga dos Campeões) e da Copa Intercontinental. Os títulos europeus, mais valorizados no continente do que os mundiais, foram ganhos consecutivamente, em 1964 e 1965, respectivamente sobre o Real Madrid de Francisco Gento, Ferenc Puskás, Alfredo Di Stéfano e José Santamaría, e sobre o Benfica de Eusébio, Mário Coluna e José Torres. Na final de 1965, Jair terminou como herói ao marcar o único gol da decisão. O brasileiro fez parte da Grande Inter da década de 1960, ao lado de nomes como Giacinto Facchetti, Sandro Mazzola, Luis Suárez, Armando Picchi e Tarcisio Burgnich, todos comandados por Helenio Herrera.

### Roma e retorno à Internazionale
Em 1967 transferiu-se para a Roma, onde atuou por apenas uma temporada. Retornou à Internazionale em 1968, permanecendo até 1972 e conquistando mais um título da Serie A na temporada 1970–71. Ao todo, disputou 260 partidas e marcou 69 gols pelo clube italiano.

### Últimos anos
O ponta-direita voltou ao Brasil em 1972, para jogar no Santos, onde atuou ao lado de grandes nomes como Pelé e Carlos Alberto Torres. Conquistou o Campeonato Paulista de 1973 e encerrou sua carreira profissional em 1976, após uma passagem pelo modesto Windsor Stars, do Canadá.

### Pós aposentadoria
Após se aposentar dos gramados, Jair estabeleceu-se em Osasco, onde investiu em diversos empreendimentos, incluindo uma quadra esportiva decorada com as cores da Internazionale, uma lanchonete, um açougue e uma loja de material esportivo. Também fundou uma escolinha de futebol para crianças, contribuindo para o desenvolvimento do esporte na região.

## Seleção Nacional
Vivendo grande fase na Portuguesa, em 1962 foi convocado para a Seleção Brasileira. Faria, entretanto, apenas um jogo com a Amarelinha, e ainda assim incompleto: atuou no primeiro tempo de um amistoso em maio contra o País de Gales, em partida preparatória para a Copa do Mundo. Seu lugar no jogo foi depois cedido ao craque Garrincha. Jair foi convocado para a Copa, mas não foi utilizado no Mundial devido à excelente forma de Mané. No grupo campeão, passou a ser conhecido como Jair da Costa para não ser confundido com seu xará Jair Marinho.

## Morte
Jair morreu no dia 26 de abril de 2025, aos 84 anos, em Osasco, São Paulo. A causa da morte não foi divulgada. A Confederação Brasileira de Futebol e a Internazionale prestaram homenagens ao jogador, reconhecendo sua contribuição ao futebol nacional e internacional.

## Títulos
Internazionale 
- Serie A: 1962–63, 1964–65, 1965–66 e 1970–71
- Copa dos Campeões da UEFA: 1963–64 e 1964–65
- Copa Intercontinental: 1964 e 1965

Santos 
- Campeonato Paulista: 1973

Seleção Brasileira
- Copa do Mundo FIFA: 1962[8]